# Synbranchus lampreia
Synbranchus lampreia är en fiskart som beskrevs av Favorito, Zanata och Assumpção 2005. Synbranchus lampreia ingår i släktet Synbranchus och familjen Synbranchidae. Inga underarter finns listade i Catalogue of Life.